# (500496) 2012 TP267
(500496) 2012 TP267 es un asteroide perteneciente al cinturón de asteroides, descubierto el 7 de noviembre de 2007 por el equipo del Spacewatch desde el Observatorio Nacional de Kitt Peak, Arizona, Estados Unidos.

## Designación y nombre
Designado provisionalmente como 2012 TP267.

## Características orbitales
2012 TP267 está situado a una distancia media del Sol de 3,064 ua, pudiendo alejarse hasta 3,307 ua y acercarse hasta 2,820 ua. Su excentricidad es 0,079 y la inclinación orbital 11,81 grados. Emplea 1959,19 días en completar una órbita alrededor del Sol.

## Características físicas
La magnitud absoluta de 2012 TP267 es 16,5. 